# 近衛基前
近衛基前（1783年9月7日—1820年5月30日），是江戶時代後期的公卿；也是藤原北家攝關家的近衛家當主。

## 生涯
近衛基前在天明三年（1783年）出生，是父母近衛經熙及薰子女王（有栖川宮職仁親王第四女）的長子。寬政三年（1791年）敘從五位下，歷任左近衛權少將與左近衛權中將，在寬政四年（1792年）昇敘從三位，位列公卿。
同年他成為權中納言，後升任權大納言，也當過左馬寮御監及近衛左大將。至寬政十一年（1799年）出任內大臣，後轉任右大臣、左大臣。
文化二年（1805年）昇敘從一位，文政三年（1820年）四月十八辭任左大臣，次日逝世，享年46歲。
| 王位覬覦者        | 王位覬覦者                              | 王位覬覦者        |
| ----------------- | --------------------------------------- | ----------------- |
| 前任： 近衛經熙   | 近衛家當主 1799年7月27日－1820年5月30日 | 繼任： 近衛忠熙   |
| 官衔              |                                         |                   |
| 前任： 今出川實種 | 內大臣 1799年4月20日－1814年11月9日     | 繼任： 花山院愛德 |
| 前任： 三條實起   | 右大臣 1814年11月9日－1815年2月12日     | 繼任： 德大寺實祖 |
| 前任： 一條忠良   | 左大臣 1815年2月12日－1820年5月29日     | 繼任： 鷹司政通   |
| 军职              |                                         |                   |
| 前任： 二條齊通   | 左大將 1798年3月15日－1805年4月27日     | 繼任： 九條輔嗣   |